# Gori Castellani
Gori Castellani (Ortona, 8 febbraio 1902 – 20 ottobre 1974) è stato un aviatore e militare italiano, pilota di grande esperienza della Regia Aeronautica, durante la seconda guerra mondiale fu comandante della 274ª Squadriglia Bombardamento a Grande Raggio, equipaggiata con i quadrimotori Piaggio P.108.

## Biografia
Nacque a Ortona a Mare, (attuale provincia di Chieti), l'8 febbraio 1902. Nel 1923 si arruolò nella neocostituita Regia Aeronautica, frequentando il Corso Allievi Ufficiali. Due anni dopo fu trasferito, con il grado di sottotenente pilota, presso il 9º Stormo da ricognizione. Nel 1927 fu promosso al grado di tenente, ed assegnato al 1° Centro Sperimentale. Nel 1933 venne promosso capitano passando in servizio presso il 12º Stormo Bombardamento Terrestre.
Il 1º agosto 1935 decollò da Roma, insieme al capitano Attilio Biseo, con il prototipo del Savoia-Marchetti S.79 Sparviero (matricola I-MAGO) trasportando a bordo il Capo di stato maggiore della Regia Aeronautica, generale Giuseppe Valle che si recava in visita in Eritrea. 
Tra il 23 e 24 settembre 1935, insieme al capitano Attilio Biseo e ad Erminio Gadda, decollò dall'aeroporto di Montecelio con un aereo militare S.79 Sparviero, un trimotore da bombardamento prodotto in serie presso gli stabilimento della Savoia-Marchetti di Sesto Calende, stabilendo sul circuito Monte Cavo-Monte Nerone-Orbetello i nuovi primati mondiali di velocità con carico di 500, 1.000 e 2.000 kg sui 1.000 km e con un carico di 500 e 1.000 kg sui 2.000 km, volando rispettivamente alla media di 380 e 390 km/h.
Prese poi parte alla guerra civile spagnola in seno all'Aviazione Legionaria, rientrando in Patria decorato di una Medaglia d'argento al valor militare. Il 26 aprile 1937 prese parte a un'azione di bombardamento contro un ponte sul fiume Oca, nei pressi della città di Guernica (Bilbao). Tale azione fu quasi in contemporanea al bombardamento sulla città effettuato dai velivoli della Legione Condor tedesca, e diede origine alla notizia che la cittadina basca fosse stata distrutta dai bombardieri italiani. Tale mito fu sfatato da un rapporto redatto dal comandante Tullio De Prato, rimasto a lungo inedito.
Tra il 20 e il 21 agosto 1937 prese parte, in seno alla Squadriglia dei "Sorci Verdi", alla corsa Istres-Damasco-Le Bourget (Parigi) a bordo dell'S-79CS (matricola I-LICA), classificandosi, peraltro, ultimo tra gli aerei italiani. Tra il 25 gennaio e il 26 gennaio 1938 prese parte alla trasvolata transatlantica Guidonia-Rio de Janeiro effettuata da tre S-79T, appartenenti alla 205ª Squadriglia da Bombardamento, a bordo del velivolo matricola I-MONI. A causa di un guasto ad un propulsore il suo velivolo dovette atterrare a Natal, raggiungendo successivamente gli altri a Rio de Janeiro. Per tale impresa fu insignito della Medaglia d’oro al valore aeronautico.

### L'attività per la LATI
Dopo quattordici mesi di lavoro preparatorio della direzione Sperimentale, la compagnia Linee Aeree Transcontinentali Italiane (LATI) viene ufficialmente costituita l'11 settembre 1939 con lo scopo di inaugurare un collegamento diretto tra l'Italia e il Brasile. Il 3 ottobre dello stesso anno iniziarono i voli sperimentali per raggiungere l'isola del Sale, posta nell'arcipelago di Capo Verde. Uno di questi voli venne compiuto direttamente dal direttore generale della LATI Bruno Mussolini a bordo di un velivolo Savoia-Marchetti S.M.83 (matricola I-AZUR), con equipaggio formato dai comandanti Gori Castellani e Amedeo Paradisi, e dagli specialisti Boveri e Trezzini. L'aereo decollò da Guidonia alle 7,45 dell'11 novembre raggiungendo a tappe l'isola del Sale il 14 novembre. 
L'inaugurazione del servizio di linea avvenne il 15 dicembre 1939 quando tre velivoli S.M.83 effettuarono in circa 10 ore la traversata atlantica tra l'isola del Sale e Recife. Il volo inaugurale di ritorno dal Brasile verso l'Italia fu effettuato il 22 dicembre da parte dell'S.M.83 I-AZUR di Castellani e Moretti che decollato da Recife raggiunse l'isola del Sale senza inconvenienti. Purtroppo l'S.M.83 (matricola I-ARPA), pilotato dal comandante Rapp, che decollò per raggiungere la Spagna non vi arrivò mai, in quanto finì tragicamente per schiantarsi contro i contrafforti del Mogador, in Marocco.

### La seconda guerra mondiale

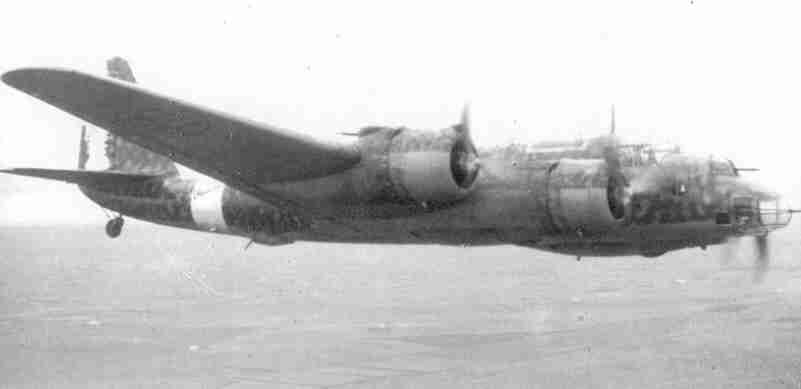
Un Piaggio P.108

Nel corso del 1940 fu promosso al grado di maggiore e trasferito al 106º Gruppo del 47º Stormo Bombardamento Terrestre, equipaggiato con i bombardieri medi CANT Z.1007 Alcione di stanza a Ghedi. Dopo l'entrata in guerra del Regno d'Italia, avvenuta il 10 giugno dello stesso anno, prese parte a numerose azioni belliche, partecipando inizialmente a un ciclo operativo contro l'isola di Malta, e dall'ottobre dello stesso anno contro la Grecia.
All'inizio del 1941 fu promosso al grado di tenente colonnello.
Il 1º giugno dello stesso anno venne costituita sull'l'aeroporto di Pisa-San Giusto la 274ª Squadriglia BGR, equipaggiata con i moderni quadrimotori Piaggio P.108. Chiamato a farne parte assieme al capitano Bruno Mussolini, che ne assunse anche il comando, dopo la morte di quest'ultimo, avvenuta il 7 agosto lo sostituì in attesa di assumere la direzione del costituendo Gruppo Bombardamento a Grande Raggio (274ª e 275ª Squadriglia). Il reparto non fu mai pienamente operativo, a causa delle scarse consegne di velivoli e dei problemi emersi durante l'attività di volo che limitarono fortemente le azioni belliche. Il 28 giugno partecipò a una missione di bombardamento contro Gibilterra, ma dei cinque velivoli al suo comando, uno abortì la missione subito dopo il decollo, tre atterrarono in Spagna in fase di rientro, e solo il suo aereo rientrò regolarmente in Italia. L'armistizio dell'8 settembre 1943 lo colse sul campo d'aviazione di Foligno. Nonostante la sua esortazione ai membri del reparto di rimanere fedeli a Re Vittorio Emanuele III e alla Patria, e di non allontanarsi dall'aeroporto, il personale abbandonò rapidamente il servizio attivo.
Nel 1953 fu promosso al grado di colonnello. Si spense il 20 ottobre 1974.

### Annotazioni
1. ↑  Il volo fu coperto con un unico scalo sull'aeroporto di Il Cairo-Almaza (Egitto) in circa 12 ore di volo.
2. ↑  Effettuata da tre velivoli S.79 dell'Aviazione Legionaria al suo comando.
3. ↑  Secondo pilota sul velivolo di Castellani.
4. ↑  Il velivolo atterrò a Siviglia in giornata dopo un volo di 1580 km. Il viaggio proseguì il 13 novembre fino a Capo Juby, nel Río de Oro (1667 km percorsi in 4 ore) dove fu attentamente esaminato l'aeroporto militare ivi presente, da impiegare in caso di eventuale emergenza, e dopo altre due ore di volo (587 km) l'aereo giunse a Villa Cisneros. Il 14 novembre il viaggio riprese alle 8,30 con arrivo all'Isola del Sale alle ore 12,00 dopo aver sorvolato per 1080 km l'Oceano Atlantico.
5. ↑  L'I-AZUR con equipaggio Gori Castellani e Ireneo Moretti, l'I-ATOS con equipaggio Amedeo Paradisi e Aldo Moggi, e l'I-ARMA con equipaggio Igino Mencarelli e William Lisardi.
6. ↑  Formato da 260ª e 261ª Squadriglia.
7. ↑  Costituita in gra parte con personale proveniente dal 106º Gruppo del 47º Stormo Bombardamento Terrestre.

### Fonti
1. 1 2  Trotta 1978, p. 46.
2. 1 2  Gori 2000, p. 8.
3. ↑  Gori 2000, p. 17.
4. 1 2  Petacco 2008, p. 133.
5. ↑  Petacco 2008, p. 134.
6. 1 2 3  Gori 2000, p. 34.
7. ↑  Gori 2000, p. 36.
8. 1 2  Gori 2000, p. 38.
9. 1 2  Gori 2000, p. 35.
10. 1 2 3 4 5  Brotzu, Caso, Cosolo 1975, p. 65.
11. 1 2 3 4 5 6 7 8  Brotzu, Caso, Cosolo 1975, p. 66.
12. 1 2 3  Garello 2002, p. 19.
13. ↑  Garello 2002, p. 27.
14. 1 2  Garello 2000, p. 14.
15. 1 2 3  Garello 2000, p. 15.
16. ↑  Garello 2000, p. 16.
17. 1 2  Garello 2000, p. 18.
18. ↑  Garello 2000, p. 19.
19. ↑  Garello 2000, p. 26.
20. ↑  Gazzetta del Regno d'Italia n.122, 27 maggio 1936-XV.